# Championnats d'Europe de lutte 1933
Navigation
Édition précédente Édition suivante
Les Championnats d'Europe de lutte 1933 se sont tenus à Helsinki (Finlande) en mars 1933 pour la lutte gréco-romaine et à Paris (France) en novembre 1933 pour la lutte libre.

## Podiums

### Hommes

#### Lutte gréco-romaine
| Épreuves | Or                 | Argent          | Bronze            |
| -------- | ------------------ | --------------- | ----------------- |
| 56 kg    | Ödön Zombori       | Herman Tuvesson | Robert Voigt      |
| 61 kg    | Kustaa Pihlajamäki | Wolfgang Ehrl   | Sven Martinsen    |
| 66 kg    | Aarne Reini        | Einar Karlsson  | Arild Dahl        |
| 72 kg    | Mikko Nordling     | Gunnar Glans    | Albert Kusnets    |
| 79 kg    | Axel Cadier        | Jean Földeák    | Edvard Vesterlund |
| 87 kg    | Rudolf Svensson    | Väinö Kokkinen  | Olaf Luiga        |
| +87 kg   | Kurt Hornfischer   | Arvo Niemelä    | Carl Westergren   |

#### Lutte libre
| Épreuves | Or           | Argent            | Bronze           |
| -------- | ------------ | ----------------- | ---------------- |
| 56 kg    | Ödön Zombori | Hermann Fischer   | Joseph Reid      |
| 61 kg    | Ferenc Tóth  | Jean Vordermann   | Leborre          |
| 66 kg    | Denis Perret | Marcel Lejeune    |                  |
| 72 kg    | Jean Földeák | Hans Minder       | P. Arnaud        |
| 79 kg    | Jean Jourlin | Rene Vanderveeken | Fritz Oberlander |
| 87 kg    | László Papp  | Hervé Deniel      | Julien Cammaert  |
| +87 kg   | Werner Bürki | Léon Charlier     | L. Ghevaert      |